# Стефан, Генрих фон
Ге́нрих фон Сте́фан (нем. Heinrich von Stephan; 7 января 1831, Штольп, Пруссия — 8 апреля 1897, Берлин) — генеральный директор почты Северогерманского союза с 1870 года, с 1880 года — статс-секретарь Имперского почтового управления Германии, выдающийся деятель в почтовом деле нового времени. Создал из неповоротливых отдельных почтовых служб старогерманских государств XVIII—XIX веков современный единый аппарат связи. По инициативе генерал-почтмейстера Стефана в Берлине открылся один из первых музеев связи. Почётный гражданин Кёльна (1895).

## Биография
Начал свою карьеру рядовым почтовым работником. В 1866 году Прусским правительством ему была поручена федерализация почтовой службы, которой до этого в течение долгого времени заведовало аристократическое семейство Турн-и-Таксисов.
В 1870 году назначен генеральным директором почтовой службы Северогерманского союза (предшественника Германской империи). После этого его карьера быстро пошла вверх, и в 1876 году его назначили генеральным почтмейстером Германской империи, статс-секретарём почтовой службы в 1880 году и государственным министром Германской империи в 1895 году.
Разработал единое гражданское почтовое право, добился того, что в Европе почтовый сбор стал исчисляться не по расстоянию, а по весу, был инициатором сотрудничества почтовых администраций всех стран (1868) и являлся одним из основателей Всемирного почтового союза (1874).
Ввёл в немецком почтовом деле различные новшества, в том числе почтовые карточки (1870), почтовые денежные поручения, наложенный платёж, пневматическую почту (1876) и общедоступную телефонную связь (1863—1877), основал первый в мире почтовый музей в Берлине (1872) и первую почтово-телеграфную школу (1885).
Личность Г. фон Стефана, внесшего огромный вклад в развитие почты в XIX веке, была многократно отмечена выпусками почтовых марок и других филателистических материалов в различных странах мира.